# ロベルト・フィツォ
ロベルト・フィツォ（Robert Fico, 1964年9月15日 - ）は、スロバキアの政治家。現在、同国首相（3期目。2006年7月4日 - 2010年7月8日、2012年4月4日 - 2018年3月22日、2023年10月25日 - 現職）。中道左派政党「スメル（方向）・社会民主主義」 (SMER-SD) の党首。

## 経歴
フォークリフト作業員の父と靴販売員の母の次男として、西部スロバキア県（現・ニトラ県）トポリュチャニ市で生まれる。1986年にブラチスラヴァ・コメニウス大学法学部を卒業。1987年、スロバキア共産党に入党し刑法学研究員としてスロバキア科学アカデミー国家法律研究所 (Ústav štátu a práva SAV) に就職した。のち法務省法律研究所 (Právnického inštitútu MS SR) 副所長を務め、1995年に退職した。また1994年から2000年まで、欧州人権裁判所のスロバキア代表を務めた。

### 政歴
1989年のビロード革命で共産主義政権が崩壊した後、スロバキア共産党主流派が結成した民主左翼党 (SDĽ: Strana demokratickej ľavice) に参加し、副党首に就任。1992年の国民議会選挙で初当選した。民主左翼党は1998年の選挙後に連立与党として第一次ミクラーシュ・ズリンダ政権に加わったが、自らの処遇への不満とベネシュ布告の廃止を求める少数民族政党ハンガリー人連立党 (SMK: Strana maďarskej koalície) が政権に加わったことへの反発から、1999年に離党。自ら新党のスメル (SMER) を結成して党首に就任した。
その後、2002年の選挙で左派政党が惨敗したことを受けて社会民主主義路線を強め、2004年12月に民主左翼党や社会民主オルタナティブ（SDA: Sociálnodemokratická alternatíva）など中道左派系の諸政党を合流させ、方向・社会民主主義 (SMER-SD: SMER-sociálna demokracia) に改名。フィツォはポピュリスト政党である民主スロバキア運動 (HZDS: Hnutie za demokratické Slovensko) のウラジミール・メチアルや民主運動 (HZD: Hnutie za demokraciu) のイヴァン・ガシュパロヴィチ、ナショナリズム政党のスロバキア国民党 (SNS: Slovenská národná strana) のヤーン・スロタら野党各党の既存政治家を上回る支持を集める有力政治家となった。

#### 首相時代
2006年国民議会選挙でSMER-SDは29.1%の得票率を得て50議席を獲得して第一党になり、SNSおよび人民党・民主スロバキア運動 (ĽS-HZDS) と連立政権を組んで首相に就任した。外国からの投資を呼び込み経済成長を実現した前政権の経済自由化政策を受け継ぎつつも、左派政権として賃金引き上げや年金制度の改革などを実施して軌道修正を行なった。
一方、SNS党首スロタの意向を汲んだ民族主義的政策も展開した。2009年6月には文書、看板、記念碑などに記載される公の情報をスロバキア語で記述しない場合に罰則を課すなど、公の場における少数民族言語の使用制限を盛り込んだ改正国家言語法（スロバキア共和国国民議会2009年法律第318号）を成立させた。
さらに2010年3月には、スロタが提出した教育機関の一週間の始業前および公共イベント開始前における国家斉唱や教室での国旗掲示などを義務づける愛国心促進法案を可決させ、SMKのみならずスロバキア民主キリスト教連合・民主党 (SDKÚ-DS: Slovenská demokratická a kresťanská únia - Demokratická strana) など野党各党から強い批判を受けた。このため同年4月、ガシュパロヴィチ大統領は愛国心促進法案に拒否権を行使し、国民議会に差し戻した。

#### 連立与党の敗退
世界金融危機の影響で2009年の経済成長率がマイナスに転じ、失業率が15%にまで上昇する中、2010年国民議会選挙ではSMER-SDが得票率34.79%で前回を上回る62議席を獲得して引き続き第一党の座を確保したが、連立相手のĽS-HZDSは議席をすべて失い、SNSも改選前の20議席を大きく下回る9議席にとどまり共に惨敗。与党が過半数を維持できなくなった。フィツォは選挙後、第二党のSDKÚ-DSイヴェタ・ラジチョヴァー党首ら4政党の指導者に対して連立を打診したもののすべて拒否され、ラジチョヴァーに首相の座を明け渡した。その後、新たに国民議会の副議長に就任した。

#### 2度目の首相登板と批判記者暗殺関与疑惑辞任
2012年3月10日に繰り上げ実施された国民議会選挙で、スメルは83議席とスロバキア独立以来初めて単独過半数を制し、4月4日にフィツォが再び首相に返り咲いた。
2018年2月、政権幹部の汚職疑惑を追及していた記者のヤン・クツィアクとその婚約者が遺体で発見される事件が起こり、クツィアクの取材内容が明らかになると政府への批判が噴出。3月14日、前倒し総選挙の回避・後継首相を自身の党から出すことを条件に首相辞任を表明した。その後、2020年に行われた議会選挙で引き続き党を率いたが、前述の事件が尾を引きスメルは下野した。

#### 3度目の首相登板
2023年にはスメル党首として、ウクライナ支援とロシア制裁への反対を表明し国内の親露派の支持を集めた。9月30日に執行された国民議会選挙でスメルは150議席中42議席を獲得し第1党となり、10月2日にズザナ・チャプトヴァー大統領より組閣要請を受けた。10月11日、スメルと中道左派政党の声・社会民主主義、右翼政党の人生・国民党は3党連立政権を樹立することで合意した。
同年10月25日、チャプトヴァー大統領より首相に任命された。直後の翌26日、ロシアによるウクライナ侵攻はスロバキアには一切無関係であるとして、選挙時の公約通りウクライナに対する支援は人道および民生分野にとどめ、軍事支援は停止すると発表した。

#### 首相在任中の銃撃事件
2024年5月15日に同国北西部のハンドロヴァーで、男1人が銃弾を5発発射し、うち1発がフィツォ首相の腹部を貫通。他の銃弾は頭部と胸部に命中してヘリコプターで病院に緊急搬送されたと現地紙が報じた。フィツォが政府の会議に参加した後に銃撃されたと伝えられており、容疑者の男は同日拘束された。翌16日には生命の危機を脱したことを閣僚の一人が発表した。5月31日に退院し、自宅での療養を開始したことが発表された。